# Monica Rahanitraniriana
Monica Rahanitraniriana, née le 13 septembre 1970, est une athlète malgache. 

## Biographie
Monica Rahanitraniriana est médaillée de bronze du relais 4 × 100 mètres aux championnats d'Afrique 1992 à Maurice ainsi qu'aux Jeux de la Francophonie 1994 à Bondoufle.
Elle est demi-finaliste du relais 4 × 100 mètres aux Jeux olympiques d'été de 2000 à Sydney.
Elle remporte la médaille d'or du 400 mètres aux Jeux des îles de l'océan Indien 2003 à Maurice.
Elle est sacrée championne de Madagascar du 100 mètres en 1994 et en 1995 et du 200 mètres en 1996 et 1997.